# Ichthyophis monochrous
Espèce
Synonymes
- Epicrium monochrous Bleeker, 1858

Statut de conservation UICN

 DD  : Données insuffisantes
Ichthyophis monochrous est une espèce de gymnophiones de la famille des Ichthyophiidae.

## Répartition
Cette espèce est endémique de Bornéo. Elle se rencontre au Sarawak et au Kalimantan occidental.
Sa présence est incertaine au Brunei.

## Publication originale
- Bleeker, 1858 : Bestuursvergadering, gehouden ten huize van den heer Dr Bruijn Kops den 11n Maart 1858. Natuurkundig Tijdschrift voor Nederlandsch Indië, vol. 16, p. 183-192 (texte intégral).